# Ermitorio de la Virgen de Gracia

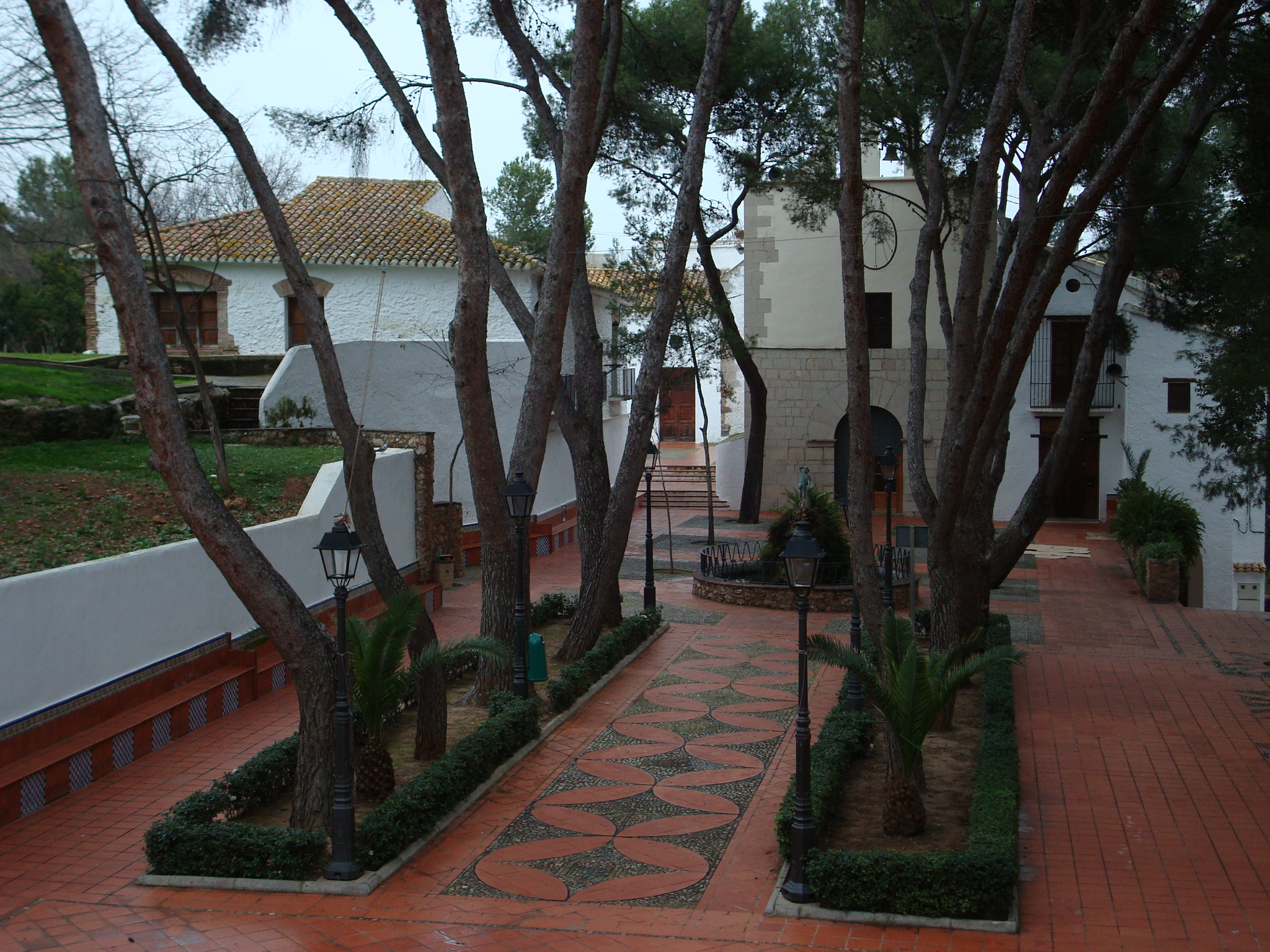
Vista del paraje de la ermita de la Virgen de Gracia, con la fuente del Pastoret y la ermita propiamente dicha al fondo.

El Ermitorio de Nuestra Señora de Gracia situado en el municipio de Villarreal (Provincia de Castellón, España) es un edificio representativo de la arquitectura popular mediterránea que alberga, junto a una importante muestra de azulejería medieval, renacentista y barroca y un museo etnológico, un gabinete de arqueología. Es interesante, por su completa decoración barroca, el pequeño oratorio que guarda la imagen de la Patrona. Ha sido siempre propiedad del Ayuntamiento.
Desde finales del siglo XIV existen testimonios de la presencia de eremitas en este entorno y de uno de ellos en concreto llamado Bernat Fabra. Se conoce el permiso que le fue concedido por el Consejo Municipal para la erección de una celda en el lugar. Pocos años después, en 1383, se realiza una procesión penitencial hasta la zona de "les ermites" que desde entonces quedan convertidas en centro de culto y veneración a la Virgen María.
Las obras de la actual ermita se originaron en el siglo XVI y han sufrido, desde ese momento, numerosas modificaciones y ampliaciones, aunque manteniendo siempre los trazos de la estructura original. En el PGOU del 1983 recibió el grado de protección integral. No obstante en 1985 se emprendieron unas obras que destruyeron buena parte del interior. 

## La capilla
Una portada de piedra, con arco de medio punto, permite el acceso a la capilla principal del Ermitorio, constituida por una nave rectangular, cubierta con bóveda de crucería. 
Desde 1633 se venera la imagen de la Patrona en la hornacina de su altar principal, que fue originalmente un retablo de madera en estilo barroco, construido por los famosos hermanos Ochando de Almazora. El actual, tallado por Pedro Gil, muestra en la parte superior las pequeñas imágenes de San Jaime, San Pascual y Santa Isabel. El presbiterio se adorna con ángeles flotantes que portan emblemas litanicos referidos a la figura de la virgen María.
Sobre el arco triunfal del presbiterio puede apreciarse un interesante relieve con el tema de la Anunciación, de 1739, en estilo barroco; y a sus lados, dos pequeños altares, dedicados a San Antonio Abad y San Vicente Ferrer, sustituyen a los que se documentan ya en 1742 y que recogen la tradición de numerosas ermitas del entorno.

## La Coveta
Al fondo del vestíbulo del Ermitorio, en el que destacan un amplio cantarero decorado con cerámica del pasado siglo y un curioso pavimento empedrado, fechado en 1776, y con interesantes dibujos y anagramas marianos, se abre la escalera que desciende hacia el oratorio de la coveta.
Este pequeño espacio, que la piedad popular relaciona con la leyenda del hallazgo de la imagen, y que es muy posiblemente la celda eremítica que dio origen al santuario, es una muestra muy interesante de ornamentación barroca.También podemos encontrar cerca del paseo de moreras,una cueva que se construyó en la guerra civil que termina en la calle cueva santa,ya dentro del municipio.